# Pyrrhargiolestes aulicus
Pyrrhargiolestes aulicus – gatunek ważki z rodziny Argiolestidae.
Owad ten jest endemitem Nowej Gwinei. Stwierdzono go jedynie na dwóch stanowiskach.